# Leslie Gagne
Leslie R. Gagne (* 1908 in Montreal; † 1. Juni 1962) war ein kanadischer Skispringer.

## Werdegang
Gagne, der für den Montréal Ski Club startete, bestritt als Teilnehmer der Kanadischen Mannschaft bei den Olympischen Winterspielen 1932 in Lake Placid sein erstes und einziges internationales Turnier. Nachdem er im Einzelspringen von der K61-Normalschanze nach dem ersten Durchgang mit 45 Metern auf dem 26. Platz lag, landete er im zweiten Durchgang bei 44,5 Metern und fiel damit auf Rang 30 zurück.